# Cyathea kermadecensis
Cyathea kermadecensis är en ormbunkeart som beskrevs av W. R. B. Oliver. Cyathea kermadecensis ingår i släktet Cyathea och familjen Cyatheaceae. Inga underarter finns listade.